# المحمية الطبيعية للملح اليودي
المحمية الطبيعية للملح اليودي: حرفيا: محمية طبيعية من الملح المعالج باليود - هي محمية طبيعية صغيرة في نواكشوط، موريتانيا. تقع بشارع جمال عبد الناصر، بالقرب من مقر وزارة الطاقة ومقابل مركز الطب النفسي العصبي بنواكشوط ، شمال البلدية الحضرية بمقاطعة السبخة، وهي تتكون من سبخة (مستنقع مالح شبه جاف).